# Lainzer Bach
Lainzer Bach är ett vattendrag i Österrike.   Det ligger i förbundslandet Wien, i den östra delen av landet, 10 km sydväst om huvudstaden Wien.
I omgivningarna runt Lainzer Bach växer i huvudsak blandskog. Runt Lainzer Bach är det mycket tätbefolkat, med 3 134 invånare per kvadratkilometer.